# 4号建築物
4号建築物（4号建物）とは建築基準法第6条による分類。例えば、木造2階建てで延べ面積が500m²以下のものは4号建築物（4号建物）と呼ばれる。

## 分類例
1号建築物特殊建築物（建築基準法別表第1（い）欄の用途のもの）かつ　床面積＞200m²
2号建築物木造かつ　階数≧3　延面積＞500m²　H＞13m　軒H＞9m　のどれかにあてはまるもの
3号建築物木造以外かつ　階数≧2　延面積＞200m²　のどれかにあてはまるもの
4号建築物上記以外のもの
4号建築物には、建築確認申請時に4号特例という確認申請時の審査簡略化の特例が認められている。

## 2025年の改正
2025年4月に施行予定の建築基準法では、建築物の区分は1号～3号までとなり、また建築確認審査の簡略化制度は存続するものの範囲が縮小される。
1号建築物変更なし
2号建築物階数≧2 延面積＞200m²のどちらかに当てはまるもの（木造・非木造の限定なし）
3号建築物上記以外のもの（平屋建てかつ延べ面積200㎡未満）
従来の「4号特例」は、新基準での3号建築物のみについて存続することとなり、木造2階建ての建築物については省略がなされないこととなる。